# Ö1 International
Ö1 International – Radio Österreich 1 International  é a estação internacional oficial de radiodifusão da Áustria. A Rádio 1 (Ö1) é a mais bem sucedida rádio educacional do país, com toda sua programação, com apenas algumas adaptações, sendo transmitida internacionalmente. Ela mescla informação, cultura, música, literatura, educação, ciência e religião e chega a austríacos fora do país e a audidiências globais interessadas nos assuntos da Áustria.
A Ö1 International também transmite em espanhol e inglês, além da programação normal. Report from Austria, em inglês, é um programa diário de 15 minutos trasmitido pela estação, que mantém atualizado sobre os acontecimentos na Áustria com boletins de notícias e entrevistas sobre, esportes, negócios e política nacional e internacional.